# Atentado à estação ferroviária de Quetta em 2024
Em 9 de novembro de 2024, pelo menos 32 pessoas foram mortas e outras 62 ficaram feridas em um atentado suicida na Estação ferroviária de Quetta em Quetta, Baluchistão, Paquistão. O Exército de Libertação do Baluchistão (ELB), um grupo designado como terrorista no Paquistão, assumiu a responsabilidade pelo atentado suicida. Foi a primeira vez que o ELB atacou o centro de Quetta.

## Contexto

A estação ferroviária de Quetta em 2023

A estação ferroviária de Quetta é um importante centro de transporte em Quetta e uma das maiores estações da província de Baluchistão.

## Ataque
Por volta das 8h25, um homem-bomba detonou um dispositivo explosivo em uma plataforma lotada perto da bilheteria na Estação ferroviária de Quetta, onde aproximadamente 150 a 200 pessoas aguardavam um trem com destino a Rawalpindi. A explosão danificou o telhado da plataforma e destruiu uma barraca de chá. Pelo menos 32 pessoas morreram, incluindo soldados e funcionários ferroviários. Outras 62 ficaram feridas, e várias das vítimas estavam em estado crítico.
O Exército de Libertação do Baluchistão, um grupo separatista étnico, emitiu um comunicado reivindicando a responsabilidade pelo ataque, afirmando que foi realizado pela Brigada Majeed do grupo. O grupo afirmou ter como alvo soldados, que, segundo o inspetor-geral de polícia do Baluchistão Moazzam Jah Ansari, eram da "Escola de Infantaria". O Departamento de Contraterrorismo relatou que o homem-bomba carregava 8–10 kg de material explosivo em uma bolsa.

### Autor do Ataque
Em 10 de novembro de 2024, o Exército de Libertação do Baluchistão divulgou uma foto do homem-bomba e o identificou como Muhammad Rafiq Bizenjo. Bizenjo juntou-se ao ELB em 2017 sob o codinome "Washen" e se voluntariou para um ataque suicida em 2023. Ele integrou e treinou com a Brigada Majeed por mais de um ano.

## Consequências
Trinta e duas pessoas, incluindo o autor do ataque, morreram na explosão e outras 55 ficaram feridas. Os restos mortais do homem-bomba foram enviados para testes de DNA para identificação. Vinte e quatro das vítimas foram transferidas para o Hospital Militar Combinado (CMH) e 13 para o Centro de Trauma. Autoridades hospitalares informaram que 25 pacientes feridos receberam tratamento inicial e foram liberados.
Dois trens na estação ferroviária, o Jaffar Express e o Bolan Mail, foram suspensos por quatro dias após o atentado devido a preocupações de segurança.

## Reações
O ataque foi condenado pelo ministro-chefe do Baluchistão Sarfraz Bugti, pelo presidente da Assembleia Nacional do Paquistão Sardar Ayaz Sadiq, e pelo primeiro-ministro paquistanês Shehbaz Sharif, juntamente com os ministérios das Relações Exteriores do Afeganistão, Irã, Sri Lanka, Emirados Árabes Unidos, Jordânia, o Estado da Palestina, Turquia e a missão dos EUA no Paquistão. Líderes mundiais e diplomatas, incluindo o presidente russo Vladimir Putin, o primeiro-ministro da Malásia Anwar Ibrahim, o secretário-geral da ONU António Guterres e a alta comissária britânica Jane Marriott expressaram suas condolências e condenaram o ataque.
O governo do Baluchistão declarou três dias de luto de 11 a 13 de novembro, enquanto medidas de segurança foram significativamente reforçadas em Quetta.